# Chris Curtis (homme politique)
Chris Curtis est un homme politique du Parti travailliste britannique qui est député de Milton Keynes Nord depuis 2024.

## Biographie
Curtis est originaire de Milton Keynes. Il est diplômé de l'Université d'Exeter en 2015 avec un baccalauréat ès arts (BA) en politique.
Curtis est sondeur de profession et travaille comme responsable de la recherche politique pour YouGov. Il est chercheur politique pour eux en 2017. Il est également responsable des sondages politiques chez Opinium Research. Avant d'être élu au Parlement, Curtis travaille pour le groupe de réflexion Labour Together. Il est élu député en 2024,.